# Cantón de Noailles
El cantón de Noailles era una división administrativa francesa, que estaba situada en el departamento de Oise y la región de Picardía.

## Composición
El cantón estaba formado por veintiuna comunas:
- Abbecourt
- Berthecourt
- Cauvigny
- Hermes
- Hodenc-l'Évêque
- Laboissière-en-Thelle
- Lachapelle-Saint-Pierre
- Le Coudray-sur-Thelle
- Le Déluge
- Montreuil-sur-Thérain
- Mortefontaine-en-Thelle
- Mouchy-le-Châtel
- La Neuville-d'Aumont
- Noailles
- Novillers
- Ponchon
- Sainte-Geneviève
- Saint-Sulpice
- Silly-Tillard
- Villers-Saint-Sépulcre
- Warluis

## Supresión del cantón de Noailles
En aplicación del Decreto n.º 2014-196 de 20 de febrero de 2014, el cantón de Noailles fue suprimido el 22 de marzo de 2015 y sus 21 comunas pasaron a formar parte; diecinueve del nuevo cantón de Chaumont-en-Vexin, una del nuevo cantón de Beauvais-2 y una del nuevo cantón de Mouy.